# Khishniyah
Khishniyah (tiếng Ả Rập: الخشنية) là một ngôi làng hoang vắng gần Al-Rafid ở Quneitra, thủ đô Syria.